# Szopránmezzo
A szopránmezzo a világosabb hangszínű mezzoszoprán énekhang megnevezésére ritkábban használatos kifejezés, azzal nem összekeverendő. Általában kórusművek szólamainak megnevezésekor kerül elő. Négy szólamú női egynemű karok, ill. gyermekkórusok 2. szólamát hívják így, szólama ekkor az altmezzo és a szoprán között helyezkedik el. Öt női/gyermek szólam esetén a szopránmezzo a 2. szólamot adja, ez esetben a középső mezzoszoprán szólam van alatta.
Vonatkozhat rá a szoprán 2 kifejezés is, ha szoprán 1, szoprán 2, alt 1 és alt 2 a szólamok megnevezése.
Hangterjedelem szempontjából nem feltétlen tér el a szoprántól illetve az altmezzo szólamtól. A szólam körülbelül b-g2 tartományban mozog.
Szólista szerepben nem elterjedt a szopránmezzo kifejezés használata, inkább az énekesnek vagy a szerepnek a hangszínét jelölik meg. Így megemlíthetők itt a lírai mezzoszoprán, könnyű mezzoszoprán, világos mezzoszoprán, illetve a drámai szoprán, súlyos szoprán, sötét szoprán megnevezések. (Pl.: Wagner: Trisztán és Izolda, Izolda szerepe; Bellini: A puritánok, Franciaországi Henriette szerepe)